# Technique culinaire

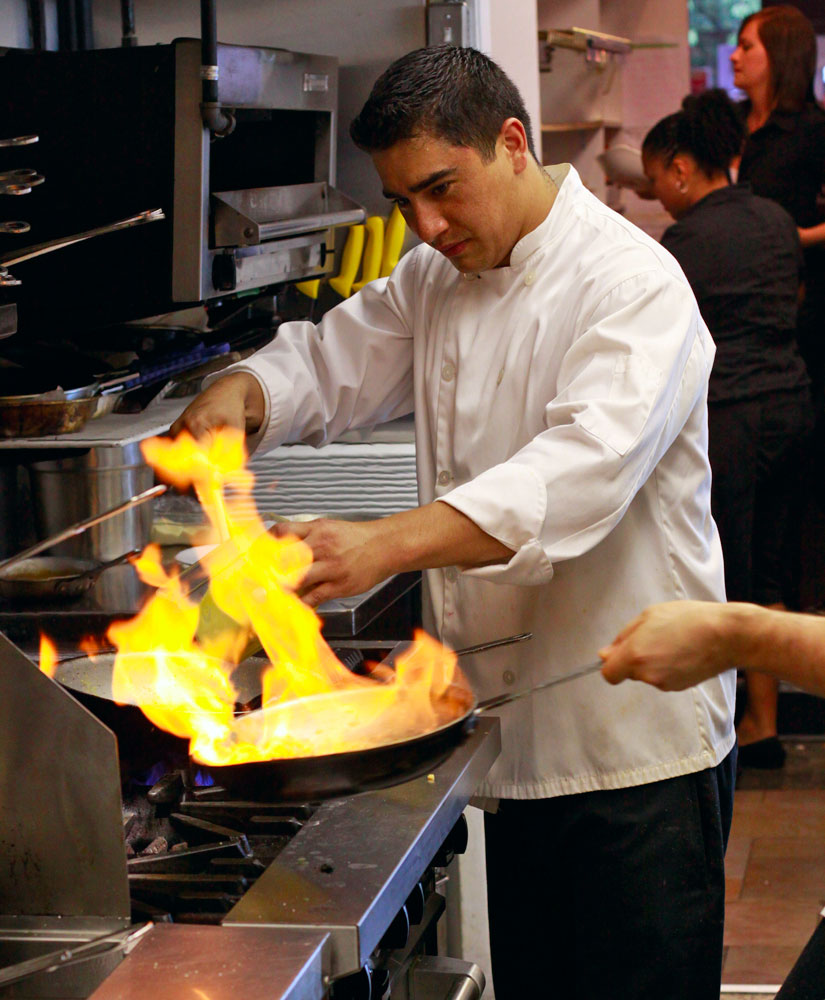
Le flambage, geste culinaire typique de la haute cuisine. La transformation d'un aliment en mets tient tout autant à la connaissance des techniques culinaires qu'à la dextérité du cuisinier.

Les techniques culinaires désignent plusieurs méthodes employées en cuisine : techniques de transformation (découpe, lavage, cuisson, assaisonnement...), de conservation des aliments et de présentation des mets (dressage, création ou interprétation d'œuvres culinaires originales par des chefs cuisiniers qui développent l'esthétique visuelle et l'esthétique des saveurs, transformant leurs techniques et savoir-faire en art culinaire).
L'habileté, l'expérience et les connaissances relatives à ces techniques font partie du savoir-faire culinaire.

## Éléments historiques

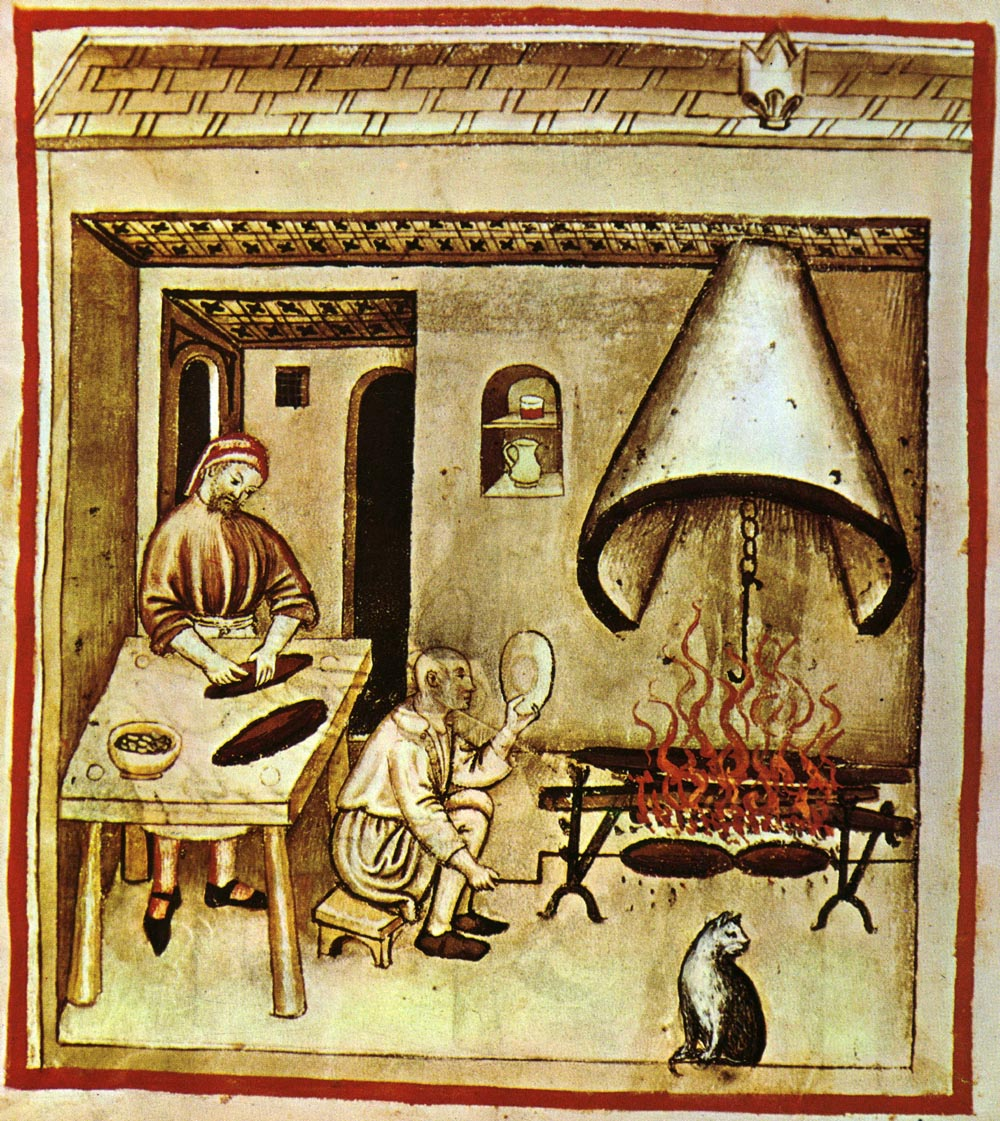
La cheminée joue un rôle essentiel dans la cuisine médiévale : les chenets avec porte-broche sont principalement destinés au rôtissage, la crémaillère à accroc favorise les techniques de cuisson au chaudron telles que le mijotage et le bouillon (Tacuinum sanitatis, XIVe siècle).

Selon Jean-Pierre Poulain et Edmond Neirinck, « l'histoire de la cuisine se confond avec celle de l'humanité à tel point que les anthropologues contemporains n'hésitent pas à faire de l'usage du feu de cuisine et de la mémorisation des techniques culinaires le véritable point de départ de la culture humaine ». En outre, les travaux de l'historien Fernand Braudel sur les rapports entre la culture vivrière dominante, la densité du peuplement et le régime sociopolitique, proposent que la quête des aliments et leurs différents apprêts sont à l'origine de la civilisation du blé, du riz, du maïs et de la houe,.
L'héritage littéraire gréco-romain laisse quelques textes qui évoquent des techniques et recettes culinaires : Gastronomia d'Archestrate, De re coquinaria (De la cuisine) attribué à Apicius.
Pendant des siècles, l'acclimatation et la domestication de plantes et d'animaux conduit à l'assimilation de produits alimentaires (poulet, pomme de terre, chocolat) dans des cuisines nationales disposant de techniques culinaires spécifiques pour les apprêter.
Au XIXe siècle, le savoir-faire culinaire se démocratise à travers la littérature technique (traités, revues professionnelles, manuels et livres de cuisine) et l'apprentissage dans des écoles de cuisine, qui montrent le développement de techniques codifiées aux noms précis.
De nombreuses sociétés restent marquées au XXIe siècle par une forte division sexuelle du travail caractérisée par l'assignation des femmes à la sphère domestique et les hommes à la sphère productive, ce qui explique la transmission des mères à leurs filles du savoir-faire culinaire au sein de la cuisine ménagère et la transmission de l'art culinaire des chefs cuisiniers à leurs seconds au sein de la cuisine commerciale. Plusieurs facteurs (émancipation et travail des femmes, évolution sociologique de la famille, évolution des pratiques alimentaires vers le vagabondage, la consommation de produits transformés et d'aliments prêts à l'emploi) montrent une certaine perte de la transmission de ces techniques culinaires dans les foyers mais le développement de la culture foodie dans le contexte de la cuisine domestique et familiale suggère un renforcement possible de cette transmission, même si la pratique des passionnés de cuisine entretient des inégalités de genre, les hommes cuisinant plus par plaisir que les femmes dont le rôle de conjointe ou de mère continue d'influencer leurs projets culinaires (préparation pour leurs proches de plats sains, nutritifs et économiques),.

## Liste de techniques culinaires
Sauf indication contraire ou complémentaire, les informations mentionnées dans cette section peuvent être confirmées par le livre de Patrice Maubourguet et Laure Flavigny, Larousse gastronomique, Larousse, 1996 et de Kilien Stengel, Le lexique culinaire de Ferrandi, Hachette Pratique, 2015.
- Haut – A
- B
- C
- D
- E
- F
- G
- H
- I
- J
- K
- L
- M
- N
- O
- P
- Q
- R
- S
- T
- U
- V
- W
- X
- Y
- Z

### A
- Abaisse : pâte étalée au rouleau sur le tour, ou au laminoir, afin de lui donner la finesse correspondant à sa destination.
- Abricotage : nappage (typiquement avec une couche de marmelade d'abricot) de la surface d'un entremets ou d'un gâteau pour lui donner un aspect brillant[12].
- Acidifier : allier une préparation à un liquide acide (jus de citron, verjus, vinaigre).
- Aciduler : ajouter une acidité à un mets sucré.
- Accomoder : synonyme d'apprêter[13].
- Adoucir : atténuer l'acidité ou l'amertume d'une préparation ou d'un mets (notamment pour diminuer un l'assaisonnement trop prononcé) par l'adjonction de crème, de lait ou de sucre ; faire réduire du vin blanc pour une sauce.
- Affiner : apporter les dernières corrections à une sauce (couleur, onctuosité, saveur).
- Agglomérer : mélanger du bout des doigts des ingrédients d'une pâte.
- Agiter : mélanger une préparation (crème, sauce) à l'aide d'une cuillère en bois afin de la refroidir et d'éviter la formation d'une peau
- Aide culinaire : ingrédients de cuisine semi-préparés qui accompagnent une préparation (bouillon cube, pesto, sauce tomate…).
- Allonger : diluer une préparation trop liée ou trop réduite avec un liquide[14].
- Allumette : bâtonnet de pâte feuilletée, diversement garni et cuit au four.
- Amalgamer : réaliser un mélange intime de deux ou plusieurs ingrédients.
- Anglaise (à l') : cuisson à l’anglaise[15], panure à l'anglaise[16].
- Aplatir : frapper avec une batte ou abattre un morceau de viande (côtelette, entrecôte, escalope…) ou de poisson (filet) pour rompre les fibres musculaires et l’amincir, l’attendrir et en rendre ainsi la cuisson plus facile.
- Appareil : mélange intermédiaire de différents ingrédients pour réaliser une recette, surtout pour les pâtisseries.
- Apprêt : synonyme de préparation culinaire mais terme plus désuet ; période de fermentation qui se situe entre le façonnage de la pâte à pain et sa cuisson.
- Araser : couper à ras les bouts de pâte d'une abaisse dépassant du moule ; couper les fanes, feuilles ou racines d'un végétal de manière égale ; lisser à ras bord le contenu d'une cuillère ou d'un ramequin à l'aide d'un couteau.
- Arroser : verser régulièrement sur une viande en cours de cuisson (au four ou en rôtissoire) son jus de cuisson (graisse de fonte), du beurre fondu, ou tout autre liquide aromatique, afin d'éviter qu'elle ne sèche.
- Assaisonnement : ajout d'un condiment en quantité raisonnable dans une préparation ou un plat, afin de lui donner un goût particulier ou augmenter sa sapidité sans dénaturer les différents aliments qui la composent.
- Assouplir : ramollir une pâte à sucre ou d’une pâte d'amande en la travaillant longuement à la main ; rendre malléable une matière grasse en la tapant avec un rouleau à pâtisserie.
- Attacher/attaché : laisser brunir légèrement un ou des produits dans l'huile.
- Attendrir : rendre une viande plus tendre.

### B

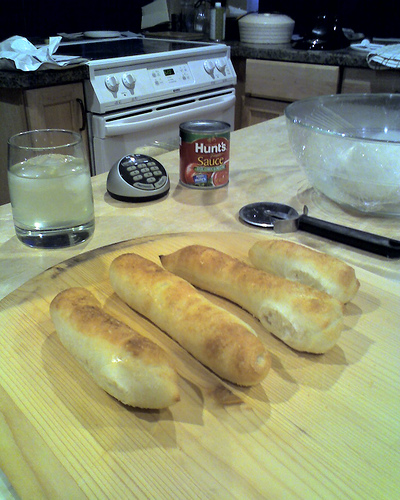
Baiser de boulanger ou baisure : marque laissée sur la croûte à l'endroit où un pain en a touché un autre lors de la cuisson.

- Badigeonner : enduire d'un liquide (huile, œuf battu, moutarde, sauce…) un aliment cru ou cuit à l'aide d'un pinceau.
- Baisure : endroit où deux pâtons se touchent soit pendant l'apprêt, soit pendant la cuisson au four d'une pâte à pain.
- Barder : envelopper, au moyen d'une ficelle fine ou d'un fil, une pièce de viande ou un légume avec une barde, dans le but d'en relever le goût et d'éviter le dessèchement du produit pendant la cuisson.
- Barquette : tartelette en forme de barque accueillant une garniture sucrée ou salée.
- Bâtonnet (en) : taille de légume appelée aussi « en jardinière ».
- Battre : agiter énergiquement des éléments réunis en les mélangeant avec une fourchette, une spatule ou un fouet afin d'en modifier leur consistance première.
- Bec d'oiseau : expression désignant la consistance des blancs d’œufs montés quand ils forment une pointe en forme de bec d’oiseau au bout du fouet.
- Beurrer/beurrage : enduire un moule ou une plaque de beurre fondu ou ramolli pour empêcher les mets de coller à la cuisson ; enduire une denrée pour en faciliter la cuisson ; ajouter des particules de beurre frais à une préparation chaude (synonyme de « tamponner ») ; étendre du beurre frais sur une tranche de pain.
- Blanchiment : traitement thermique en 3-4 minutes[17] consistant à soumettre un aliment cru à l'action de l'eau bouillante, nature ou salée ou vinaigrée, puis le rafraîchir et l'égoutter, avant de le cuire vraiment ; mélange énergique à l'aide d’un fouet ou d'une spatule, des jaunes d’œufs et du sucre, jusqu'à l'obtention d'un mélange mousseux blanchâtre[18] qui fait le ruban.
- Blondir : colorer légèrement un aliment[19].
- Bottelage : assemblage de végétaux de même nature (poireaux, asperges) dont les tiges sont nouées ensemble afin d'éviter qu'elles séparpillent lors du service.
- Braisage : cuisson à feu doux et à l'étouffée d'une pièce entière de viande, de volaille, de poisson ou de légumes dans un fond avec une garniture aromatique préalablement rissolée.
- Brider : passer, à l'aide d'une aiguille à brider, une ou deux brides de ficelle à rôtir à travers le corps d'une volaille ou d'un gibier à plume pour maintenir les pattes et les ailes le long du corps pendant la cuisson.
- Brosser : ôter le surplus de farine ou de sucre d'une abaisse.
- Brouillade : mets fait avec des œufs additionnés d'un peu lait et de beurre ou d'huile d'olive, cuits sans coloration à la poêle.
- Brouiller : action de mélanger les œufs au fur et à mesure de leur cuisson pour en faire des œufs brouillés.
- Brûlée : pâte sèche et cassante car ne contenant pas assez d'eau.
- Brûlés : jaunes d'œufs devenus secs par contact direct du sel ou du sucre.
- Brûler : cuire avec dépassement du stade optimal ; décorer certaines préparations au fer rougi ou au chalumeau.
- Brun (à) : ragoût, fond, roux, sauce brunie.
- Brunir (faire) : donner de la coloration lors d'une cuisson.

### C
- Caillage : coagulation du lait par voie fermentaire ou enzymatique.
- Calibrer : couper à un diamètre, une longueur, une taille, une dimension particulière.
- Candir : enrober une confiserie (bonbons, fruits, pâte d'amande, fondants) dans un sirop de sucre à candir.
- Canneler : creuser des petits sillons en V, parallèles et peu profonds, à la surface d'un légume (carotte, champignon) ou d'un fruit (citron, orange), à l'aide d'un canneleur ou d'un couteau d'office pour en améliorer la présentation ou obtenir, après découpage, des tranches dentelées utilisées pour la décoration ; faire des incisions verticales sur la surface d'une purée ou d'une mousse, à l'aide d'une spatule ou d'une fourchette.
- Caraméliser : transformer du sucre (sucre glace, semoule ou cassonade) en caramel en le chauffant à feu doux ou au fer rouge, à l'aide d'un chalumeau ou d'un pistolet thermique ; enduire de caramel un moule, un ramequin ; parfumer avec du caramel (riz au lait) ; glacer de sucre cuit au caramel (fruits déguisés, choux).
- Cerner : pratiquer une légère incision peu profonde, à l'aide d'un couteau d'office, sur le tour d'une pomme à cuire au four, d'une tomate à farcir, d'un demi pamplemousse ou des marrons[20] ; marquer la circonférence du couvercle de l'abaisse d'un vol-au-vent ou d'une bouchée à l'aide d'un emporte-pièce ou du couteau d'office.
- Chapeler : sécher et émietter le pain puis le passer au tamis.
- Chauffer (faire, laisser, mettre à) : amener à une température plus élevée.
- Chaufroiter/chaufroitage : napper une pièce de viande ou de poisson avec une sauce chaud-froid, la décorer avec des lames de truffes, de fruits, de fines herbes, et la lustrer avec une gelée claire.
- Chemiser/chemisage : appliquer au fond et sur les parois intérieures d'un moule, une couche de pâte (pâté en croûte), de beurre ou caramel (crème renversée, soufflé, gâteau de riz), de gelée (aspic, de glace (bombe glacée), de biscuits à la cuillère, de tranches de pain ou d'une génoise (charlotte), puis remplir le centre du moule avec une autre préparation.
- Chinoiser : passer au chinois pour ôter les impuretés d'une sauce.
- Chiqueter/chiquetage : pratiquer avant cuisson avec le dos de la pointe d'un couteau d'office ou d'une pince à chiqueter de légères entailles obliques sur pratiquer de légères entailles à l'aide d'un couteau d'office sur les bords d’une ou de deux abaisses feuilletées superposées (vol-au-vent, tourte, allumettes, galette des rois) pour les souder, en améliorer la présentation et faciliter la montée verticale lors de la cuisson.
- Ciseler : pratiquer quelques légères incisions obliques à la surface d'un poisson rond (maquereau, surtout), d'une viande ou d'une charcuterie (andouillette) pour accélérer l'assaisonnement et faciliter la cuisson ; tailler des légumes ou des fines herbes en menus très morceaux, en fines lanières (émincer en chiffonnade de la laitue ou de l'oseille) ou en dés minuscules (oignons, échalotes) pour disperser leur parfum.
- Citronner : ajouter du jus de citron à une préparation ou en arroser un aliment au moment de la finition pour lui donner une note acidulée ; frotter la surface de certains légumes (asperge, céleri-rave, champignons de Paris, fond d'artichaut) avec un demi citron, ou les arroser de jus, pour éviter leur noircissement par oxydation.
- Clarifier/clarification : rendre limpide une préparation liquide (consommé, bouillon, gelée, boisson) qui contient des particules en suspension ; séparer le jaune du blanc d'œuf pour que ce dernier ne comporte aucune trace de jaune ; retirer la caséine et le petit-lait après fusion du beurre au bain-marie.
- Clouter : introduire des clous de girofle dans un gros oignon cru ou une orange ; introduire avec une aiguille à piquer dans une viande, une volaille, un gibier ou un poisson des « clous », c’est-à-dire de minces bâtonnets de truffe, de jambon cuit ou de langue écarlate (généralement) pour les viandes et de truffe, de filets d'anchois ou de cornichon pour les poissons ou les viandes.
- Coller : ajouter de la gélatine, ramollie à l'eau, que l'on fait dissoudre dans une préparation sucrée/salée pour faciliter son durcissement après refroidissement ; fixer avec de la gelée fondue, sur une préparation froide, des motifs de décoration découpés (lamelles de truffe, vert de poireau, feuilles d'estragon ou de cerfeuil…) ; coller un vin.
- Coloration : effet coloré obtenu naturellement à partir de certains éléments constitutifs de la formule ou par addition de colorants.
- Colorer : étendre de la dorure d'œuf battu à l'aide d'un pinceau sur une pâte ou un appareil, pour donner un bel aspect brillant ; caraméliser en surface une viande (ou un autre produit) en la saisissant à feu vif dans un corps gras ou en la soumettant à une chaleur rayonnante.
- Composition : synonyme d'appareil.
- Compoter : laisser cuire à feu doux très lentement une préparation (oignons, poivrons, pommes, lapin en morceaux) de manière que les ingrédients fondent en une sorte de compote.
- Concasser : hacher ou écraser grossièrement un aliment[21].
- Condimenter : synonyme d'assaisonner.
- Confire : macérer une substance comestible dans un élément (huile, graisses, sel, sucre, cendre, vinaigre, alcool...) qui remplace l'eau de la substance et en assure la conservation.
- Contiser : introduire partiellement des lames de truffe ou de langue écarlate sous la peau de pièces de boucherie, de poissons ou de volaille, en pratiquant de petites incisions à cru avec la pointe d'un couteau, afin d'aromatiser la pièce avant cuisson.
- Corriger : modifier une saveur ou une texture par l'adjonction d'un nouvel ingrédient.
- Coucher : dresser sur plaque à pâtisserie avec une poche de la pâte à choux, des meringues, des petits fours, une farce.
- Couper : terme courant synonyme de araser, ciseler, concasser, débiter, détailler, égaliser, tailler, trancher…
- Couvrir : poser un couvercle sur un récipient lorsque la préparation doit cuire à couvert[22].
- Crémer : ajouter de la crème fraîche à une préparation (potage, sauce) pour en parfaire la liaison, lui donner de l'onctuosité, en adoucir le goût.
- Crever (faire) : plonger le riz dans de l'eau froide salée et l'égoutter dès l'ébullition quelques minutes afin de provoquer l'éclatement des grains pour éliminer une partie de l'amidon.
- Cribler : passer au crible.
- Croûter/croûtage : faire reposer un appareil pour que sa surface durcisse légèrement à température ambiante (ex : coques des macarons) ; réaction (voulue ou non) d'un morceau de pâte dont la partie en contact avec l'air s'oxyde ou est desséchée à cause d'un degré trop faible d'hygrométrie de l'air.
- Croûtonner : ajouter des croûtons à une préparation (soupe).
- Cube (en) : taille en forme de dés.

### D
- Débiter : découper une viande en quartiers prêts à être employés, un légume ou un fruit en dés, en rondelles.
- Décanter/décantation : séparer, sous l'effet de la gravitation, les impuretés déposées au fond d'une préparation liquide (beurre clarifié, fond, sauce, bain de friture après utilisation).
- Découvrir : retirer le couvercle d'un récipient.
- Décroûter : ôter la croûte.
- Décuire : abaisser brusquement le degré de cuisson d'un liquide (caramel, confiture, sirop de sucre…) en lui incorporant un élément liquide ou solide froid afin de stopper la cuisson ou lui donner une consistance moelleuse.
- Défibrer : ôter la fibre d'un légume.
- Déficeler : ôter la ficelle d'un rôti.
- Défiéler : retirer la partie verdâtre des foies de volaille.
- Défiger : ramener à la liquéfaction un produit figé.
- Défourner : sortir du four.
- Délayer : mélanger à froid un corps solide avec un liquide.
- Dénerver : éliminer les nerfs d'une viande, les tendons d'une volaille, l'intestin d'un crustacé (crevette).
- Dénoyauter : ôter le noyau de certains à l'aide d'un dénoyauteur.
- Denrée : aliment.
- Dépecer : découper, à l'aide d'un couteau de boucher, les différents morceaux ou pièces qui constituent une grosse pièce de boucherie ou un animal entier.
- Dépiauter : ôter la peau d'un gibier, d'un poisson, d'un végétal.
- Dépouiller : retirer les graisses et impuretés qui remontent à la surface d'une préparation en ébullition lente, à l'aide d'une louche ou d'une écumoire ; retirer la peau d'un gibier à poil (lapin, lièvre) ou d'un poisson comme le congre ou l'anguille.
- Dérober : éliminer la peau (ou « robe ») des fèves fraîches ; par extension, peler les pommes de terre cuites à l'eau (en « robe des champs ») ou les tomates ébouillantées.
- Désarêter : éliminer à cru les arêtes des poissons traités entiers (merlan, rouget, sole, turbot…) avec une pince à désarêter.
- Dessaler/dessalage/dessalaison/dessalement : éliminer, en partie ou totalement, le sel contenu dans certains aliments en les immergeant dans de l'eau bouillante (lardons) ou de l'eau froide (morue, petit salé)[23].
- Dessécher : éliminer l'excédent d'eau d'une préparation (purée) en la chauffant à feu doux ; travailler énergiquement une pâte à choux avec une spatule en bois sur un feu vif[24].
- Détailler : découper dans une abaisse des morceaux de formes déterminées (à l'aide d'un couteau ou d'un découpoir) ;  découper une viande, un poisson, des légumes ou des fruits en dés, en rondelles, en tranches.
- Détendre : assouplir un appareil ou une pâte en incorporant un liquide (bouillon, lait) ou une préparation appropriée (œufs battus).
- Détourer : définir la forme de la pâte en la coupant
- Détrempe : mélange de farine, d'eau et de sel pour préparer une pâte de cuisine ou de pâtisserie.
- Déveiner : synonyme de dénerver (notamment le foie gras).
- Dorer : étendre la dorure d'œuf ; colorer des échalotes, des oignons, des croûtons, un légume, une viande à la poêle ou au four.
- Dorure : appareil d'œuf entier battu (ou de jaune), étendu au pinceau sur une préparation (pâtés, pâtes) à passer au four  afin de lui donner un aspect doré.
- Dressage : disposition harmonieuse des éléments de la préparation culinaire (pièce principale, garniture, sauce[25], éléments de décor[26]) sur différents supports et selon différents modes[27].

### E
- Ébarber : éliminer les filaments de blanc d'œuf coagulé irrégulièrement sur un œuf poché ; ôter les pourtours irréguliers des tartes ou des chocolats ; supprimer avec des ciseaux de poissonnier les « barbes » (cartilages qui servent de nageoire) d'un poisson cru ou le pourtour du manteau de coquillages (huîtres, moules) après leur cuisson ; retirer, après cuisson, les petites arêtes situées sur le pourtour des poissons plats servis entiers (barbue, sole, turbot).
- Ébouillanter : plonger un aliment dans de l'eau bouillante (blanchir un légume, ébouillanter des fruits et légumes pour pouvoir les monder).
- Écaillage : élimination des écailles d'un poisson ou séparation des deux valves d'une coquille[28] d'huître par un couteau spécial (en).
- Écorcher : synonyme de dépouiller.
- Écosser/écossage : extraire de leur cosse les pois, fèves, haricots ; ôter la coque d'un fruit (cacahuètes, châtaignes, marrons grillés).
- Écumer : retirer l'écume qui se forme à la surface d'une préparation liquide en ébullition (bouillon, confiture, ragoût, sauce) à l'aide d'une écumoire ou, à défaut, d'une louche ou d'une cuillère.
- Émincer : couper des légumes, des fruits ou des viandes en tranches, en lamelles ou en rondelles plus ou moins fines, mais d'égale épaisseur[29].
- Émonder : retirer la peau des amandes, noisettes, pistaches, tomates. Les ébouillanter pendant quelques secondes puis les plonger dans de l'eau glacée permet de détacher facilement la peau.
- Émulsionner :  provoquer la dispersion de micro-gouttelettes d'un liquide dans un autre liquide pour obtenir une émulsion.
- Enduire : étaler sur un ustensile (cercle,moule, plaque, plat) une couche de beurre, de gelée, de glace ; recouvrir une pièce de viande de son jus de cuisson.
- Enfariner : synonyme de fariner.
- Enflammer : synonyme de flamber.
- Enfourner : mettre au four.
- Enrober : recouvrir entièrement une préparation d'une couche plus ou moins épaisse, soit en nappant, soit en trempant (aliment riche en eau dans une pâte à frire, couverture, fondant, sucre).
- Éponger : ôter l'eau superficielle d'un produit à l'aide d'un pinceau ou d'un linge.
- Essorer : retirer l'eau de la salade avec une essoreuse ; synonyme d'exprimer.
- Éventer (faire, laisser, mettre à) : faire perdre toutes les odeurs.
- Exprimer : extraire par pression le jus, l'eau de végétation ou le liquide en excès d'un aliment.

### F
- Fariner : passer, rouler un aliment un aliment (escalope, poison) dans la farine avant de le faire frire, sauter ou paner ;  saupoudrer de farine une plaque de cuisson, un récipient (moule, tourtière) avant d'y mettre une pâte ou un appareil.
- Fatiguer : s'emploie dans l'expression « fatiguer la salade » (la remuer lentement), « fatiguer une viande » (l'attendrir), « fatiguer le levain » (ne pas mettre suffisamment de levain proportionnellement à la pâte).
- Fendre : inciser légèrement une pièce (poisson, viande) et y placer du beurre pour que la chaleur se diffuse plus vite dans les chair sans les dessécher.
- Figer (faire, laisser, mettre à) : rendre solide par refroidissement. Synonyme générique de durcir, congeler, glacer, épaissir, cailler, coaguler, fixer, geler.
- Flamber (faire) : passer rapidement à la flamme une pièce de volaille ou de gibier à plumes pour éliminer le duvet restant après le plumage ; arroser d’alcool ou de liqueur une préparation puis l'enflammer.
- Flanquer : disposer de chaque côté d'une pièce (viande, volaille) des garnitures de même nature que la pièce.
- Fleurage/fleurer : projection d'une fine pellicule de farine sur la pâte et le marbre afin d'éviter toute adhérence lors du travail.
- Foisonnement/foisonner : incorporer de l'air dans un appareil ou mix, par fouettage ou turbinage.
- Foncer : garnir le fond d'un récipient d'une garniture aromatique (couenne de porc, carottes, oignons) pour y faire braiser un aliment, ou d'une abaisse de pâte dans un moule.
- Fond : bouillon très concentré en saveurs à base de viandes (veau, bœuf, volaille…), de légumes et d'une garniture aromatique, réduit pour en augmenter la consistance et qui sert généralement à la préparation des sauces.
- Fouettage/fouetter : action de battre énergiquement, à l'aide d'un fouet à main ou d'un batteur-mélangeur, un appareil pour l'homogénéiser, l'alléger ou le foisonner ; action de battre la crème fraîche ou des blancs d'œufs pour les monter en neige.
- Fouler : passer une préparation (sauce, fond, potage) à travers un chinois ou une étamine en pressant à l'aide d'un pochon; écraser par pression modérée un fruit cuit ou cru afin d'en extraire le maximum de jus.
- Frasage : travail d'une la pâte à pain consistant à la ramener vers soi avec la frase (racloir du boulanger)[30].
- Fraisage : travail[31] d'une pâte sur le marbre avec la paume de la main, en la poussant devant soi pour la rendre lisse et homogène[32].
- Frapper : mettre une préparation dans de la glace afin de faire diminuer rapidement la température.
- Frémissement : maintien d'un liquide à une température inférieure à celle du point d'ébullition tumultueuse.
- Friture : cuisson rapide à feu vif par contact avec de la matière grasse à l'état liquide[33].

### G
- Garniture : accompagnement simple ou composé d'un apprêt.
- Grainer : transformer la texture d'une préparation en la rendant moins homogène (blancs d'œufs trop fouettés qui forment une quantité de petits grains).
- Gratin/gratiner : substance trop cuite qui demeure attachée au fond d'une casserole, d'un moule ou d'une poêle ; préparation colorée au four ou à la salamandre.
- Grumeau : masse sous la forme de petits agrégats solides[34].

### H
- Habiller/habillage : préparer avant cuisson un poisson (écailler, ébarber, vider, laver, éponger), une volaille ou un gibier à plume (plumer, flamber, parer, vider, trousser, brider).
- Hacher : réduire un aliment en très menus fragments, à l'aide d'un couteau (couteau « chef » pour la viande, couteau éminceur pour le persil) ou d'un hachoir, pour obtenir un apprêt plus ou moins fin voire pâteux (farces, mousses…), ou pour réaliser un décor (jaunes et blancs d'œuf dur, gelée).
- Historier : réaliser un décor (figurines, ornements) sur un aliment à l'aide d'un couteau d'office[35].
- Humecter : mouiller légèrement, superficiellement, des produits susceptibles de sécher ; mouiller le bord d'une pâte pour la coller avec une autre partie.

### I
- Imbiber : arroser profondément un gâteau ((abaisse de génoise, baba, biscuit à la cuillère, pudding de Noël, savarin, tiramisu) avec un alcool, un sirop ou une liqueur, afin de le parfumer et le rendre plus moelleux.
- Inciser/incision : effectuer des entailles au couteau sur le ventre d'un poisson pour le vider et faciliter la cuisson, sur un gigot pour y glisser une gousse d'ail, sur un fruit pour en faciliter l'épluchage ou la coupe.
- Incruster : marquer le dessus d'une pâtisserie ou d'une confiserie de motifs décoratifs avec un couteau, d'un outil ou un découpoir.

### J
- Jardinière : apprêt composé d'un mélange de légumes de printemps (carottes, navets, haricots verts, petits pois, oignons nouveaux) servi en garniture de viandes rôties ou sautées, de volailles poêlées, de ris de veau braisés ; type de taille de légume en bâtonnet de 0,5 centimètre de section et 3 à 4 centimètres de longueur.
- Jointoyer : boucher et lisser avec de la crème les lignes de jonction de certaines pâtisseries, formées d'abaisses superposées.
- Julienne (en) : manière de tailler les légumes ou d'autres ingrédients (blanc de poulet, champignons, cornichons, jambon, poivrons, truffes, zestes) en filaments de 3 à 5 cm sur 1 mm à 2 mm d'épaisseur.

### K
- Kache : pâte compacte au blé noir (sarrasin) ou à la semoule de blé dur que l'on cuit sous forme de rondin.

### L
- Laminoir : matériel composé de deux cylindres d'acier, entre lesquels on fait passer une pâte pour l'abaisser ou la ciseler en tagliatelles ou en spaghettis.
- Liaison : substance (jaune d'œuf, farine, crène) ajoutée à une préparation afin de l'épaissir.
- Lisser : battre énergiquement une préparation (crème, sauce) à l'aide d'un fouet ou d'une spatule afin de l'homogénéiser ; masquer un entremets et égaliser la crème à l'aide d'une spatule métallique.
- Lut : détrempe appelée pâte molette servant au lutage.
- Luter/lutage : fermer hermétiquement le couvercle d'un récipient en le collant avec un cordon de pâte appelé repère, afin de réaliser une cuisson à l'étouffée d'aliments (terrine, tripes) sans perte de saveur ni évaporation.

### M
- Marbre : plan de travail, fait en matériau alimentaire (marbre, poudre de marbre reconstitué, inox, résine) destiné à abaisser la pâte ou à refroidir le chocolat.
- Mets : chacun des aliments apprêtés qu'on sert pour les repas.
- Mijotage/mijoter (faire, laisser, mettre à) : cuisson lente à petit feu.
- Miroir : nappage d'un entremets avec du chocolat, une gelée de fruit.
- Mix : synonyme d'appareil, surtout pour les glaces.
- Monder : synonyme d'émonder.

### N
- Nappage/napper : verser sur un mets chaud ou froid un coulis, une crème, une gelée, une sauce, de manière à le recouvrir complètement et uniformément que possible pour lui donner un bel éclat, une bonne saveur, voire lui éviter de se dessécher ou de s'oxyder (tarte aux fruits) ; enrober une cuillère par un liquide, ce qui permet de vérifier la bonne consistance de celui-ci.

### O
- Organoleptique : caractéristiques physico-chimiques d'un aliment perçues par les organes des sens.

### P
- Panage/paner : action d'enrober un mets de panure (mie de pain, chapelure) voire d'autres ingrédients (chorizo, graines, pain d'épices, poivre, pistache…) avant de le cuire (poêler, frire, sauter ou griller).
- Panachage/panacher : mélange d'ingrédients qui alternent couleurs, saveurs ou formes différentes qui se marient bien entre eux.
- Parage/parer : élimination des parties non comestibles ou non présentables d'un aliment cru ou cuit.
- Piquer : effectuer des petits trous avec une fourchette ou un pique-vite (en) au fond d'une abaisse pour éviter qu'elle ne gonfle à la cuisson ; introduire à l'aide d'une aiguille à piquer des bâtonnets de lard, de légumes, sous la surface d'une pièce de viande ou de volaille.
- Plaquer : déposer une préparation ou disposer sur une plaque à rôtir ou à pâtisserie.
- Plumer : ôter les plumes d'une volaille.
- Pochage : cuisson dans un liquide à frémissement.
- Pointage/pointer : première période de fermentation de la pâte, qui débute dès l'arrêt du pétrin et se termine au façonnage des pâtons.
- Préparation : ensemble des opérations culinaires, simples ou complexes, concourant à la confection d'un plat ;  chose préparée.
- Puncher : imbiber, à l'aide d'un pinceau ou d'une bouteille à puncher, une préparation (génoise, baba) avec du sirop, généralement parfumé avec un alcool.

### Q
- Quadriller : effectuer, à l'aide des barreaux du gril chaud, sur la surface d'une pièce (poisson, viande, volaille) plusieurs traits qui se croisent en formant des losanges[36] ; marquer, avec la partie non tranchante de la lame d'un couteau, un quadrillage (carrés, losanges) sur le côté de présentation d'une pièce panée ou d'une pâte feuilletée ; disposer des petites bandes de pâte en croisillons sur une tarte (Linzer Torte, pastafrola), une conversation.
- Quartier : morceau résultant de la découpe d'un aliment en quatre parties (quartier de viande, de tomate, d'agrume…).

### R
- Raidir : faire sauter une viande pour raffermir ses chairs sans qu'elles colorent.
- Rectification/rectifier : action de corriger l'assaisonnement d'un mets en fin de préparation après l'avoir goûté.
- Recouvrir : protéger une préparation avec un couvercle, un film alimentaire, un torchon.
- Réduction/réduire (faire, laisser, mettre à) : cuisson à découvert pour faire évaporer une certaine quantité de liquide d'une préparation sous l'action d'une chaleur vive, afin d'obtenir par diminution du volume un fond plus sirupeux ou une concentration du parfum.
- Remuer : mélanger avec un ustensile (cuillère, fouet, fourchette, spatule) une préparation, lors de sa confection ou de sa cuisson, pour que les éléments ne s'agglutinent pas ou n'attachent pas au récipient.
- Réserver (ou mettre à réserver) : mettre de côté, au frais ou au chaud, des ingrédients ou des préparations destinés à être utilisés ultérieurement.
- Revenir (faire, laisser) : faire colorer dans un corps gras fortement chauffé, avant la cuisson, un aliment (viande, volaille, gibier, légumes) pour en dorer et en rendre plus ferme la surface.
- Rissolage : mettre à feu vif ou à température élevée une viande ou des légumes pour obtenir (blondir) une croûte superficielle (obtenue par pyrolyse ou glycation des protéines, oxydation des lipides) qui emprisonne et concentre des sucs.
- Ruban (faire le) : composition qui, après un travail énergique au fouet ou à la spatule, se plisse comme un ruban lorsqu'on la laisse retomber d'un peu haut.

### S
- Salage : ajout de sel.
- Sangler : synonyme de turbiner.
- Sauter : faire cuire un aliment de faible volume, en friture plate, dans un corps gras[37], souvent dans une poêle, un sautoir ou une sauteuse.
- Saupoudrer : ajouter une matière pulvérulente ou émiettée (sucre glace, gruyère, sel, mie de pain…) en pluie sur la surface d'un aliment ou d'une préparation.
- Séchage : mode de conservation des aliments, synonyme de déshydratation ou de dessiccation.
- Serrer : en fin de montage des blancs d’œufs en neige, ajouter du sucre en poudre pour les raffermir ; presser une pâte levée lors de la tourne afin d'en expulser le maximum de gaz carbonique créé au pointage ; faire réduire une sauce pour qu’elle épaississe.
- Siroper ou siroter : imbiber un gâteau de pâte levée (baba, savarin) de sirop chaud.
- Snacker/snaker : cuire rapidement à la plancha, voire à la poêle, ce qui permet de saisir rapidement sans ajout de gras.
- Suc : liquide organique qui imprègne certains tissus végétaux ou animaux.

### T
- Talcage : opération de charcuterie, appelée aussi farinage ou talcage, qui consiste à tremper les saucissons dans un mélange pulvérulent de couleur blanche, afin de simuler une fleur naturelle blanche.
- Taillage/tailler : coupe de légumes.
- Tamponnage/tamponner : ajout à une préparation chaude (crème, potage, sauce) de particules de beurre frais qui, en fondant, la recouvre d'une fine pellicule grasse, ce qui évite la formation d'une peau.
- Touiller : synonyme ménager de remuer.
- Tour : table de marbre ou en bois épais servant à travailler la pâte au rouleau.
- Tourer/tourrer/tourage : plier plusieurs fois une pâte feuilletée.
- Tourne/tourner : action de façonner un élément pour lui donner une forme déterminée et régulière.
- Tranchage (de) : découpe de viandes, fruits et légumes, du pain, en tranches plus ou moins fines.
- Tronçonner : détailler certains légumes, appareils ou certaines pièces (poisson, viande) en gros morceaux plus longs que larges.
- Trousser : mettre en forme une volaille ou un gibier à plumes, pattes allongées pour la rôtir, pattes repliées pour la braiser ou la pocher.
- Truffer : Introduire des lames de truffes ou des truffes hachées pour farcir ou garnir une préparation (foie gras, salpicons,   poulardes) ; enfermer des œufs dans leurs coquilles dans un récipient avec des truffes.
- Turbinage/turbiner : action de faire prendre au froid, dans un freezer, une sorbetière ou une turbine à glace, un appareil à glace ou à sorbet jusqu'à ce qu'il soit solidifié.

### U
- Unilatérale (cuisson à l’) : cuisson complète d'un seul côté de pièces plus ou moins grosses (pétoncles, filets de cabillaud, de rouget ou de saumon détaillés en escalopes ou pavés). La cuisson au grill, à la poêle ou à la plancha, côté peau vers la source de chaleur permet d'empêcher la chair de s'assécher ou de lui préserver sa couleur.
- Upériser : soumettre à l'upérisation.

### V
- Vannage/vanner : action de remuer, à l'aide d'un fouet ou d'une spatule de bois ou en « vannant » le récipient, une crème, une gelée, une sauce ou un appareil pendant qu'ils tiédissent, pour garder leur homogénéité et éviter la formation d'une peau à la surface.
- Velours : fine couche de chocolat sur un entremets ; décor de pâtisserie obtenu par projection de beurre de cacao et de chocolat avec un aérographe sur une préparation surgelée.
- Velouter : donner un aspect plus onctueux à un potage.
- Videler : former avec les doigts, sur les bords extérieurs d'une abaisse, une sorte de crête en relevant petit à petit la pâte, qui maintient la garniture pendant la cuisson.
- Vider : éviscérer un animal (poisson, volaille) avant cuisson.
- Voiler : recouvrir d'un voile de sucre filé (très fin) certaines pièces de pâtisserie (croquembouches) ou des entremets glacés (bombes glacées, fruits givrés, œufs à la neige).

### Z
- Zester : enlever la partie externe du péricarpe (écorce) des agrumes en petites lames ou lamelles (appelées zestes) très minces prélevées à l'aide d'un zesteur ou d'un épluche-légumes.